# Ornella Rizzo
Ornella Rizzo (Vigodarzere, 19 dicembre 1952 – 4 ottobre 2017) è stata una tiratrice a segno e arciera italiana.

## Carriera
Nazionale di tiro a segno, ha partecipato ai Campionati europei di tiro nel 1984. Sempre nello stesso anno, ha partecipato all'incontro delle Nazioni Latine a Bucarest e all'incontro Italia-Cina.
Nel 2005 aveva iniziato a praticare il tiro con l'arco, salendo due volte sul podio ai campionati italiani indoor (seconda nel 2011 e terza l'anno successivo) e una ai campionati italiani HF (seconda nel 2012).
Dal 2011 era socia dell'Associazione Nazionale Atleti Olimpici e Azzurri d'Italia, della cui sezione padovana fu consigliera.